# The Brotherhood II
The Brotherhood II: Young Warlocks é um filme de 2001 dirigido por David DeCoteau e estrelado por Forrest Cochran, Sean Faris, Stacey Scowley e C.J. Thomason. É o segundo filme da franquia de terror homoerótico Brotherhood.

## Resumo
Na escola particular exclusiva, Chandler Academy, um jovem bruxo chamado Luc convence outros três estudantes a serem seus seguidores. Entretanto, os três passam a resistir à influência de Luc ao descobrirem que ele planeja usá-los como um canal para evocar um poderoso demônio.

## Elenco
- Forrest Cochran como Luc
- Sean Faris como John Van Owen
- Stacey Scowley como Mary Stewart
- Jennifer Capo como Mrs. Stevens
- Justin Allen como Matt Slayton
- C. J. Thomason como Marcus Ratner
- Noah Frank como Harlan Ratcliff
- Greg Lyczkowski como Randall
- Julie Briggs como Headmistress Grimes
- Ari Welkom como Alex
- Holly Sampson como Trini